# Maria de Bulgaria
Maria de Bulgaria a fost cea de-a doua soție a lui Henric I de Hainaut, împăratul latin de Constantinopol.

## Familia
Maria a fost fiica lui Ioniță Caloian, țar al celui de al Doilea Țarat Bulgar, posibil dintr-o căsătorie anterioară celei cu Anna de Cumania.

## Împărăteasă de Constantinopol
În 1213, Maria s-a căsătorit cu Henric I de Hainaut, împăratul latin de Constantinopol, act ce fusese prevăzut într-o alianță semnată între noul țar bulgar, Borilă și împăratul latin. Astfel pecetluită, alianța asigura posesiunile latine din Tracia și Macedonia, precum și Regatul de Salonic, ceea ce i-a permis lui Henric I să își concentreze eforturile în Asia Mică, împotriva rivalului său de la Niceea, Theodor I Laskaris. Din punctul de vedere al lui Borilă, nefiind capabil să își extinde frontierele, acesta a văzut în alianța cu Imperiul Latin o cale de a se pune la adăpost față de un posibil atac din partea latinilor. În orice caz, alianța matrimonială a pus capăt unei prime faze din războiul bulgaro-latin.
Atunci când, la 11 iunie 1216, Henry I a încetat din viață la Salonic, Maria a fost suspectată de a fi consimțit la otrăvirea lui. Nu se cunoaște nimic despre activitatea sa ulterioară.
Dat fiind că de pe urma căsătoriei lor nu a rezultat niciun copil, domnia în Imperiul Latin a fost preluată de către cumnatul lui Henric, Petru al II-lea de Courtenay.